# Лях, Игорь Владимирович
И́горь Влади́мирович Лях (16 августа 1962, Загорск, Московская область — 8 июня 2018, Москва) — советский и российский актёр театра и кино, театральный педагог. Профессор, художественный руководитель курса «Мастерство актёра» ВТУ им. М. С. Щепкина. Заслуженный артист Российской Федерации.

## Биография
Родился 16 августа 1962 года в городе Загорске Московской области. В 1983 году окончил Высшее театральное училище им. М. С. Щепкина (мастерская заслуженного деятеля искусств Н. Н. Афонина, художественный руководитель курса — народный артист СССР Н. А. Анненков). Играл в Малом театре. Работал в театре Российской армии, в театре им. М. Н. Ермоловой. Всего исполнил в театрах более 25 ролей. Спектакль В. Фокина «Нумер в гостинице города NN» (по мотивам «Мёртвых душ» Н. В. Гоголя), в котором Лях исполнил одну из ролей, был награждён Государственной премией РФ и Национальной театральной премией «Золотая Маска». 
Снимался в кино, первой и самой известной ролью была работа в фильме «Любовь и голуби», в которой актёр сыграл роль сына главного героя — Лёньки. Исполнитель главной роли в фильмах  «Жил-был Шишлов» и «Ха-би-ассы». За фильм «Жажда» был удостоен награды лучшего актёра второго плана на Международном кинофестивале в Чебоксарах.
С 2000 по 2018 год преподавал актёрское мастерство в Щепкинском училище, с 2009 года – художественный руководитель курса, профессор, в том же году возглавил руководство мастерской И. В. Ляха с наборами башкирской, калмыцкой и марийской студий. Поставил на сцене спектакли: «Земля обетованная» (У. С. Моэм), «Сцены из московской жизни» («Не все коту масленица» А. Н. Островский), «Дети Ванюшина» (С. А. Найдёнов). Учениками Ляха были Алексей и Андрей Чадовы, Екатерина Вилкова, выпускники башкирской и калмыцкой студий, играют в национальных театрах республик. 
Скончался во сне 8 июня 2018 года от остановки сердца, на 56-м году жизни, у себя дома в Москве. Прощание состоялось 11 июня 2018 года в Николо-Архангельском крематории в Балашихе. Похоронен на 28 участке Даниловского кладбища в Москве.

## Награды
- Медаль ордена «За заслуги перед Отечеством» II степени (9 декабря 2009 года) — за большой вклад в развитие отечественной культуры и подготовку высокопрофессиональных специалистов в области театрального искусства[11].
- Заслуженный артист Российской Федерации (29 июля 1997 года) — за заслуги в области искусства[12].
- Заслуженный деятель искусств Республики Башкортостан (20 апреля 2007 года) — за большие заслуги в воспитании и подготовке творческих кадров[13].
- Заслуженный деятель искусств Республики Калмыкия.

## Фильмография
| Год  |     | Название                  | Роль                                                                  |
| ---- | --- | ------------------------- | --------------------------------------------------------------------- |
| 1984 | ф   | Любовь и голуби           | Лёнька                                                                |
| 1985 | ф   | Вина лейтенанта Некрасова | Коля                                                                  |
| 1987 | тсп | Мой любимый клоун         | клоун Игорь                                                           |
| 1987 | ф   | Жил-был Шишлов            | Иван Шишлов                                                           |
| 1987 | тсп | Недоросль                 | сын Простаковых Митрофан (Недоросль)                                  |
| 1990 | ф   | Ха-би-ассы                | сержант милиции Федя                                                  |
| 1992 | кор | Некрасивая                | Имя персонажа не указано                                              |
| 1993 | ф   | Заговор скурлатаев        | Саня Егоров                                                           |
| 1993 | ф   | Роль                      | Директор магазина                                                     |
| 2007 | ф   | Святое дело               | Добреньков                                                            |
| 2008 | ф   | Тариф новогодний          | майор милиции                                                         |
| 2012 | с   | Жизнь и судьба            | полковник, командир 284-й стрелковой дивизии Николай Филиппович Батюк |
| 2013 | ф   | Ёлки 3                    | Дед Мороз в КПЗ                                                       |
| 2013 | ф   | Жажда                     | директор школы (последняя роль в кино)                                |
| 2014 | с   | В час беды                | эпизод (последняя роль в сериале)                                     |